# サヴェッリ
サヴェッリ（イタリア語: Savelli）は、イタリア共和国カラブリア州クロトーネ県にある、人口約1,200人の基礎自治体（コムーネ）。

## 地理

### 位置・広がり

#### 隣接コムーネ
隣接するコムーネは以下の通り。括弧内のCSはコゼンツァ県所属を示す。
- ボッキリエーロ (CS)
- カンパーナ (CS)
- カステルシラーノ
- サン・ジョヴァンニ・イン・フィオーレ (CS)
- ヴェルツィーノ

## 行政

### 分離集落
サヴェッリには、以下の分離集落（フラツィオーネ）がある。
- Mezzocampo, Villaggio Pino Grande

## 姉妹都市
- アルバーノ・ラツィアーレ、イタリア